# Utleira Futsal
L'Utleira Futsal è una squadra norvegese di calcio a 5, con sede ad Utleira, sobborgo della città di Trondheim. Nella stagione 2017-2018 milita in Eliteserie, massimo livello del campionato.

## Storia
In virtù della promozione arrivata al termine della stagione 2016-2017, l'Utleira si è apprestato ad affrontare il primo campionato in Futsal Eliteserie nel 2017-2018.

## Rosa
Aggiornata al campionato 2019-2020.
| N° | Naz.                | Ruolo | Sportivo                | Anno     |  |  |
| -- | ------------------- | ----- | ----------------------- | -------- |  |  |
| 1  | Norvegia (bandiera) | POR   | Sondre Enlid            | 14.10.01 |  |  |
| 2  | Norvegia (bandiera) | DIF   | Andreas Økland          |          |  |  |
| 3  | Norvegia (bandiera) | UNI   | Lars Erling Killingberg | 19.04.89 |  |  |
| 4  | Norvegia (bandiera) | PIV   | Morten Ravlo            | 20.08.83 |  |  |
| 5  | Norvegia (bandiera) | DIF   | Oskar Stølan            | 18.11.99 |  |  |
| 6  | Norvegia (bandiera) | UNI   | Andreas Fossli          | 28.07.97 |  |  |
| 8  | Norvegia (bandiera) | UNI   | Jonas Wiseth            | 02.09.87 |  |  |
| 9  | Norvegia (bandiera) | DIF   | Simon Karl Johansson    | 24.02.89 |  |  |
| 10 | Norvegia (bandiera) | PIV   | Erlend Tjøtta Vie       | 29.11.91 |  |  |
| 11 | Norvegia (bandiera) | UNI   | Even Rogstad Kvalvær    | 15.03.99 |  |  |
| 12 | Norvegia (bandiera) | POR   | Mojtaba Shayesteh       |          |  |  |
| 13 | Norvegia (bandiera) | UNI   | Rune Nytrø Holmen       |          |  |  |
| 14 | Norvegia (bandiera) | UNI   | Morten Skjeldnes Berre  |          |  |  |
| 15 | Norvegia (bandiera) | DIF   | Sindre Myrvold Welo     | 01.06.91 |  |  |
| 16 | Norvegia (bandiera) | UNI   | Magnus Valstad Johansen |          |  |  |